# Dick Lips
Dick Lips è un singolo dei blink-182 estratto dall'album Dude Ranch.

## Significato
La canzone parla dell'espulsione di Tom DeLonge da scuola perché partecipò ad una partita di basket dopo essersi ubriacato. È presente anche nell'album live The Mark, Tom and Travis Show (The Enema Strikes Back!) sotto il titolo censurato Rich Lips.

## Tracce
1. Dick Lips – 2:56
2. Apple Shampoo – 2:52
3. Wrecked Him – 2:50
4. Zulu – 2:07

## Formazione
- Mark Hoppus – basso e voce
- Tom DeLonge – chitarra e voce
- Scott Raynor – batteria